# Boudhanath
Boudhanath (tiếng Nepal: बौद्ध स्तुप, còn được gọi là Khāsa Chaitya, Nepal Bhasa Khāsti, Bảng chữ cái Prachalit Nepal: 𑐏𑐵𑐳𑑂𑐟𑐶 𑐩𑐵𑐴𑐵𑐔𑐿𑐟𑑂𑐫, Tây Tạng tiêu chuẩn Jarung Khashor, Wylie: bya rung kha shor) là một bảo tháp ở Kathmandu, Nepal. Nằm ở vùng ngoại ô phía đông bắc, cách trung tâm Kathmandu khoảng 11 km, Mạn-đà-la khổng lồ của phù đồ này khiến cho công trình trở thành một trong những bảo tháp hình cầu lớn nhất ở Nepal.
Bảo tháp Phật giáo Boudha thống trị đường chân trời; đây là một trong những bảo tháp lớn nhất thế giới. Dòng người tị nạn lớn từ Tây Tạng đã chứng kiến việc xây dựng hơn 50 Gompa (tu viện Tây Tạng) quanh Boudha. Kể từ năm 1979, bảo tháp Boudha trở thành một Di sản Thế giới được UNESCO công nhận. Cùng với Swayambhunath, thì đây là một trong những địa điểm du lịch nổi tiếng nhất trong khu vực thành phố Kathmandu.
Bảo tháp nằm trên tuyến đường thương mại cổ từ Tây Tạng, đi vào thung lũng Kathmandu bởi làng Sankhu ở góc đông bắc, đi qua bảo tháp Boudha và đến bảo tháp cổ và nhỏ hơn của Chā-bahī có tên là Charumati (thường được gọi là "tiểu Boudhanath"). Sau đó, nó rẽ thẳng về phía nam hướng qua sông Bagmati đến Lalitpur, do đó bỏ qua thành phố chính của thung lũng là thủ đô Kathmandu (được thành lập sau này). Các thương nhân Tây Tạng đã nghỉ ngơi và cầu nguyện ở đây trong nhiều thế kỷ. Khi những người tị nạn vào Nepal từ Tây Tạng trong những năm 1950, nhiều người đã quyết định sinh sống quanh Boudhanath. Bảo tháp được cho là nơi lưu giữ hài cốt của Phật Ca Diếp.

## Lịch sử
Gopālarājavaṃśāvalī nói rằng Boudhanath được thành lập bởi vua Śivadeva của Licchavi (590–604), mặc dù các biên niên sử khác ở Nepal viết rằng vua Mānadeva (464–505). Các nguồn tin Tây Tạng cho rằng một gò đất trên địa điểm đã được khai quật vào cuối thế kỷ 15 hoặc đầu thế kỷ 16 và thi hài của vua Aṃshuvarmā (605–621) đã được phát hiện ở đó.

## Thiệt hại

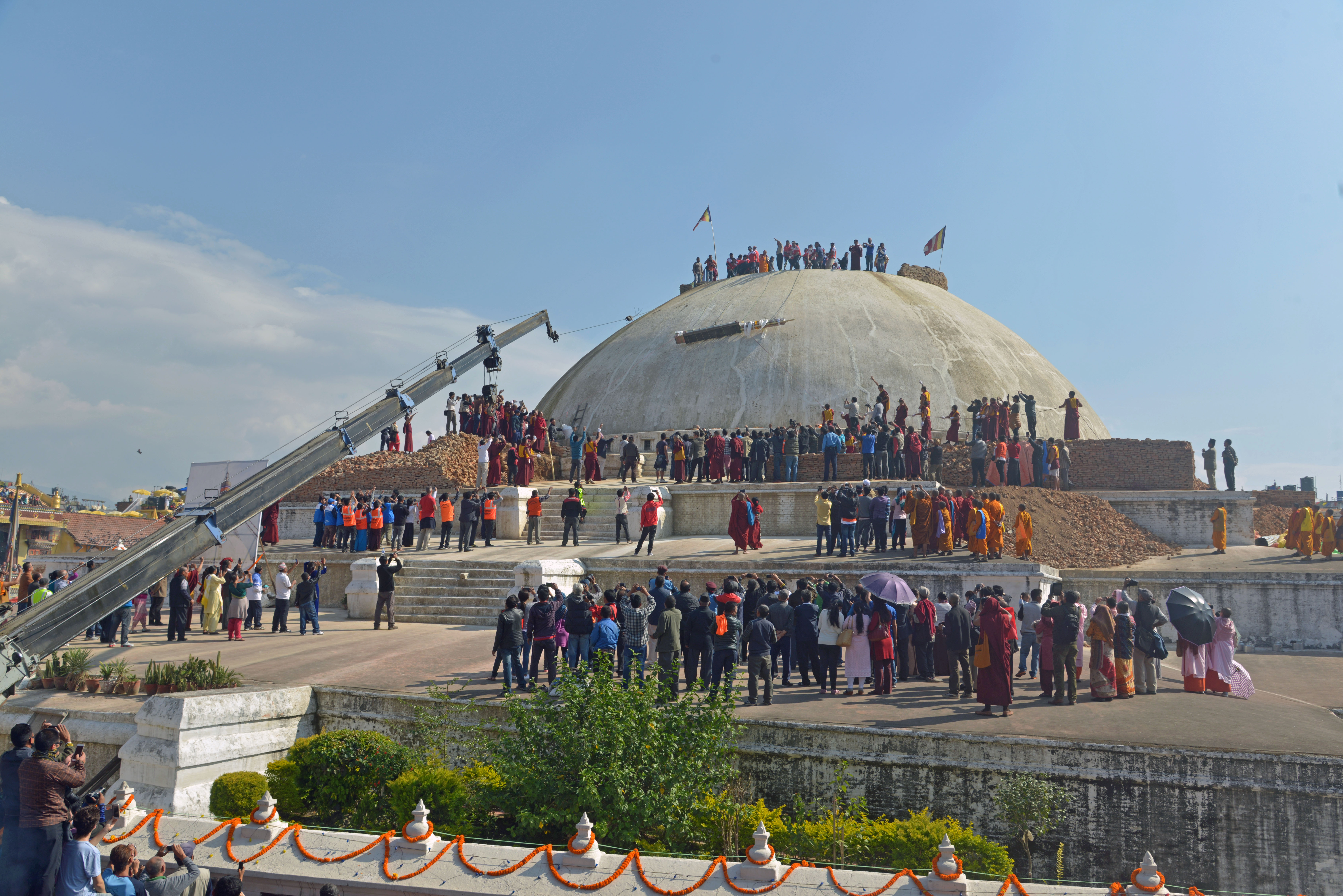
Tái tạo lại bảo tháp Boudhanathsau trận động đất Nepal.

Trận động đất vào tháng 4 năm 2015 khiến bảo tháp Boudhanath bị hư hại nặng nề, vết nứt nghiêm trọng toàn bộ đến tận chóp. Do đó, toàn bộ cấu trúc phía trên mái vòm và các di tích tôn giáo mà nó chứa đựng phải được tháo gỡ ra, công việc hoàn thành vào cuối tháng 10 năm 2015. Việc tái thiết bắt đầu vào ngày 3 tháng 11 năm 2015 với việc đặt nghi thức sắp đặt của một cột trung tâm mới hay "cây sự sống" để đặt bảo tháp trên đỉnh vòm.
Bảo tháp được mở cửa trở lại vào ngày 22 tháng 11 năm 2016. Việc cải tạo và tái thiết được tổ chức bởi Ủy ban Phát triển khu vực Boudhanath. Quá trình sửa chữa được tài trợ hoàn toàn từ nguồn kinh phí đóng góp bởi các cá nhân từ các nhóm và tình nguyện viên Phật giáo. Theo đó, công việc đã tiêu tốn 2,1 triệu đôla Mỹ và hơn 30 kg vàng. Công trình được sửa chữa chính thức được khánh thành bởi Thủ tướng Pushpa Kamal Dahal. Tuy nhiên, chính phủ Nepal đã bị chỉ trích vì tiến độ chậm chạp trong việc tái thiết các công trình di sản bị hư hại do động đất như đền thờ, với nhiều hạng mục chưa được sửa chữa.

## Hình ảnh

Boudhanath
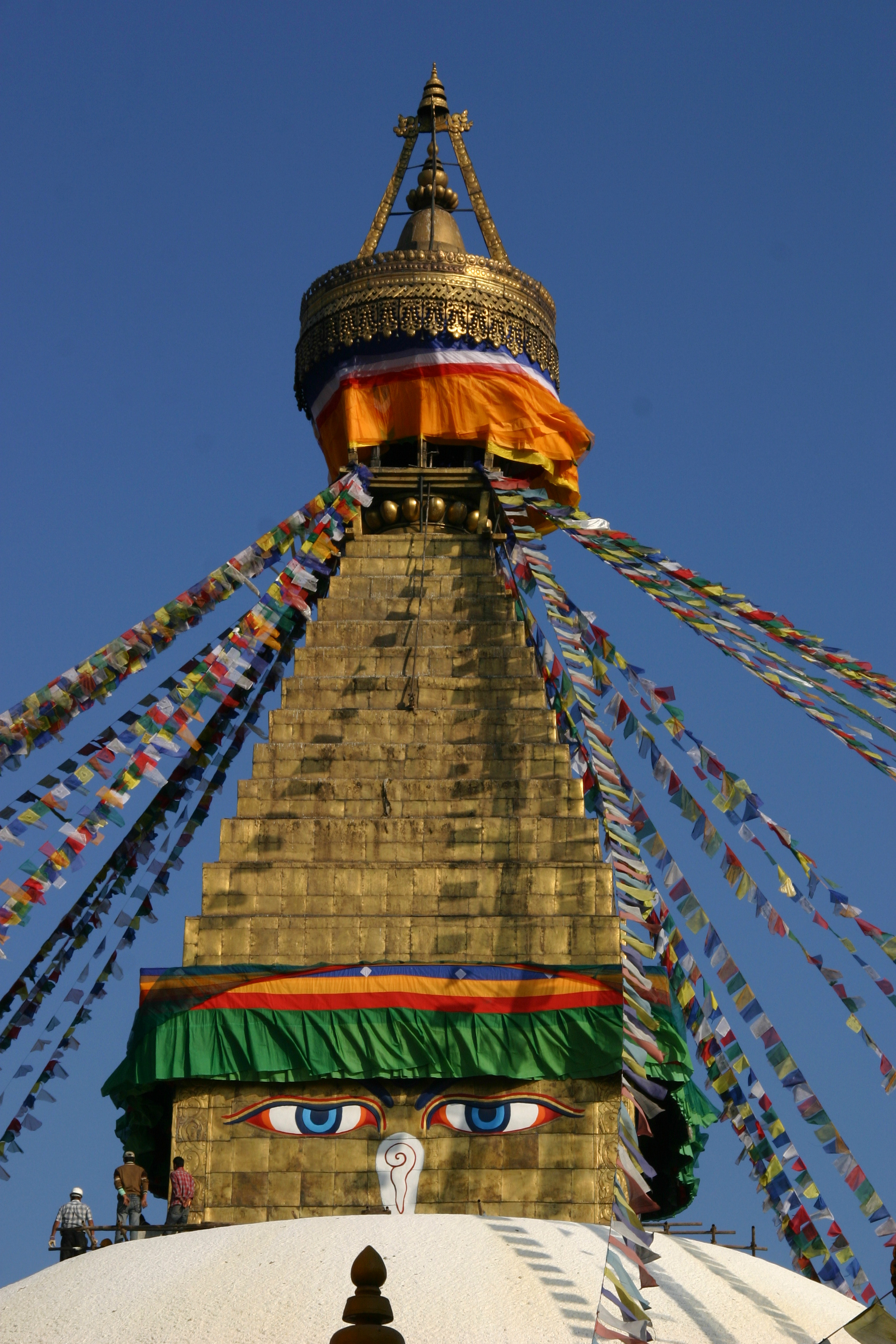
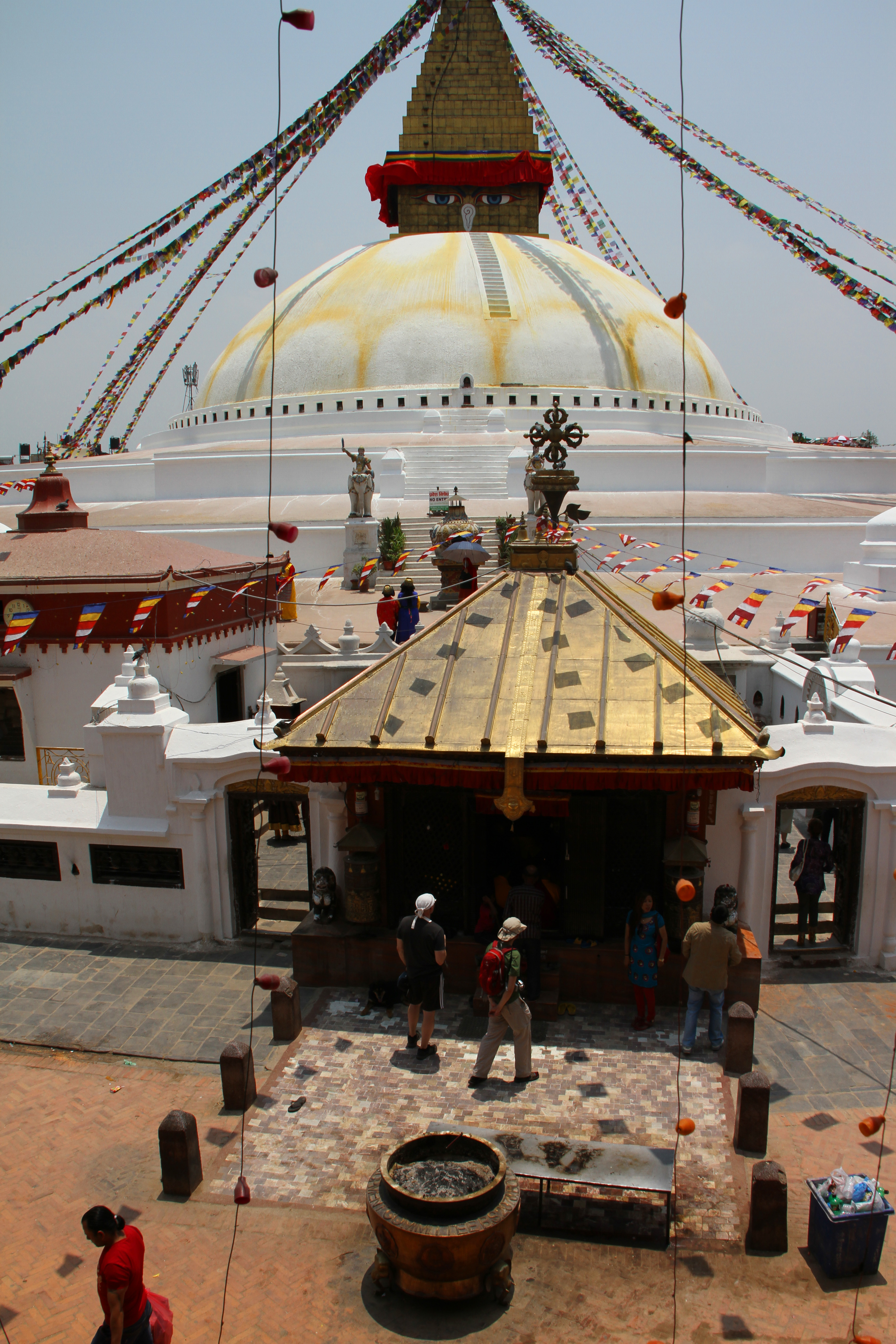
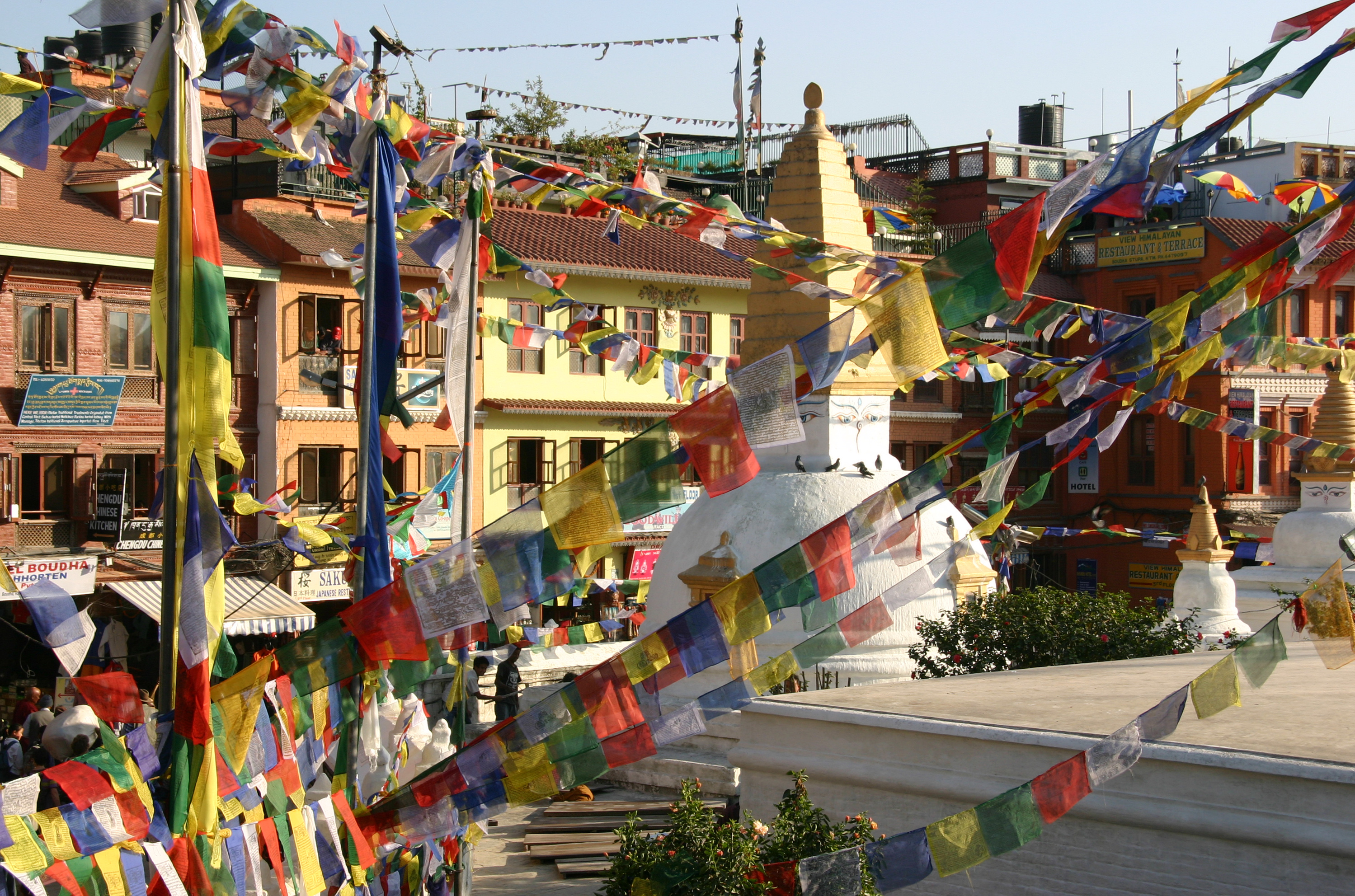
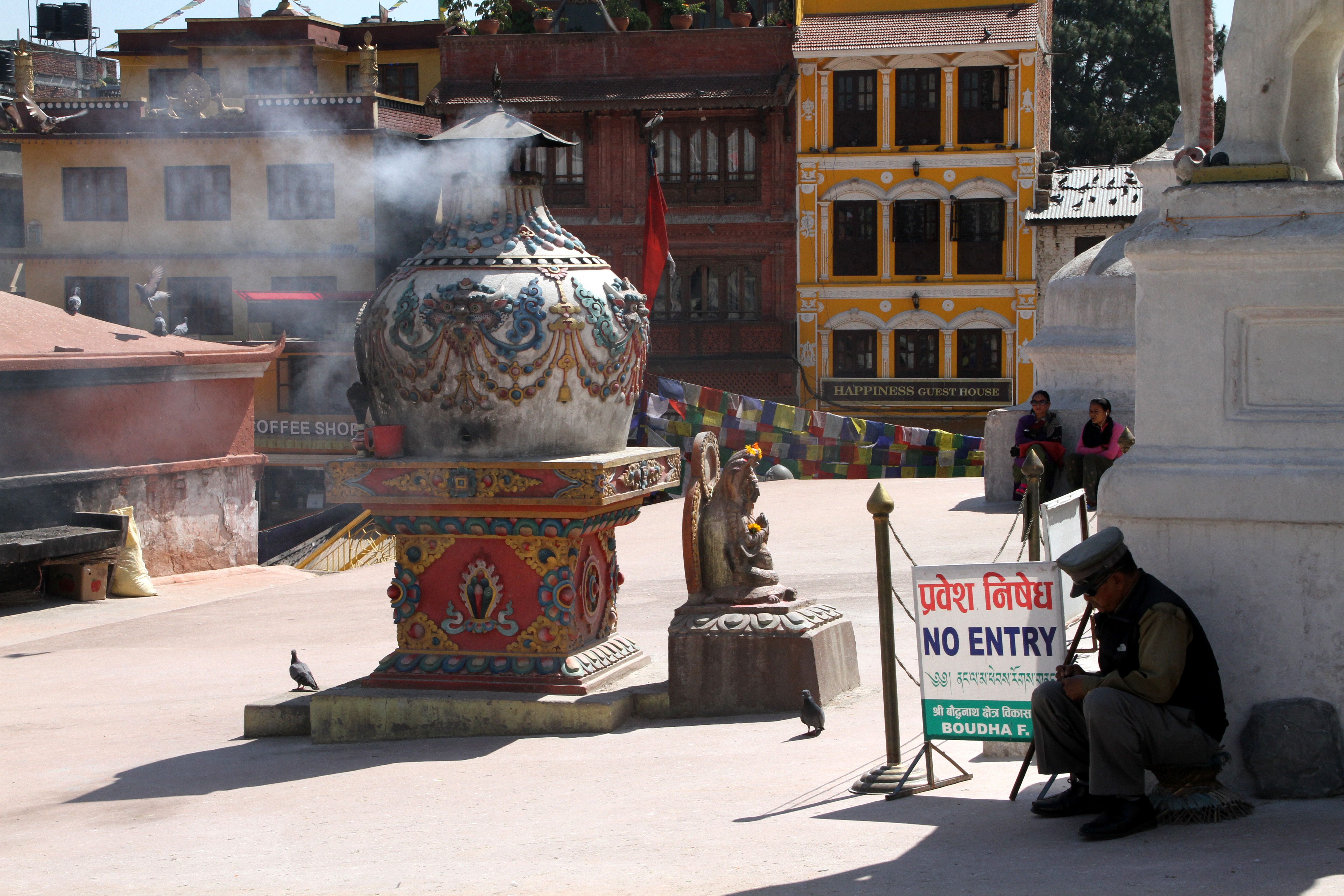
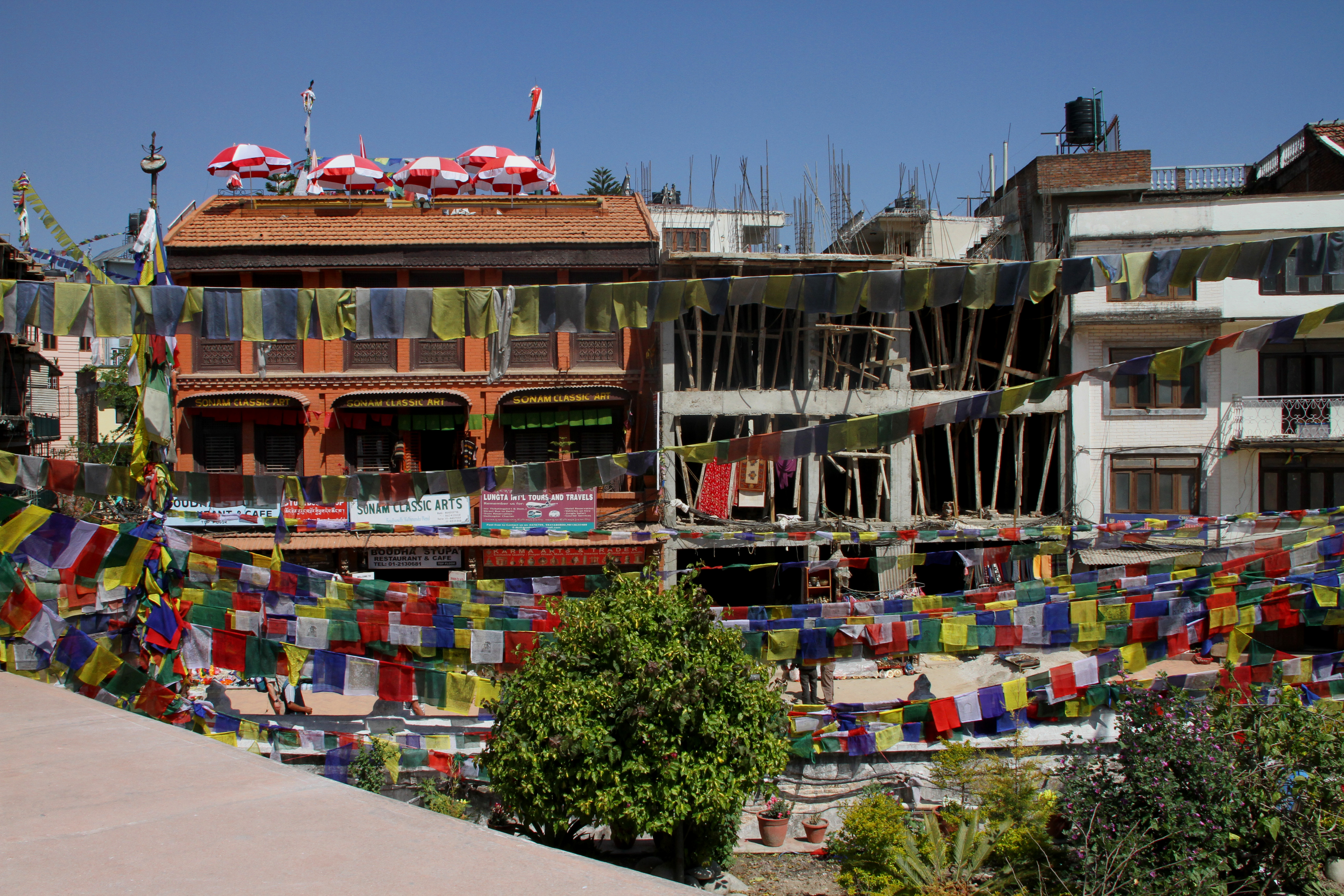
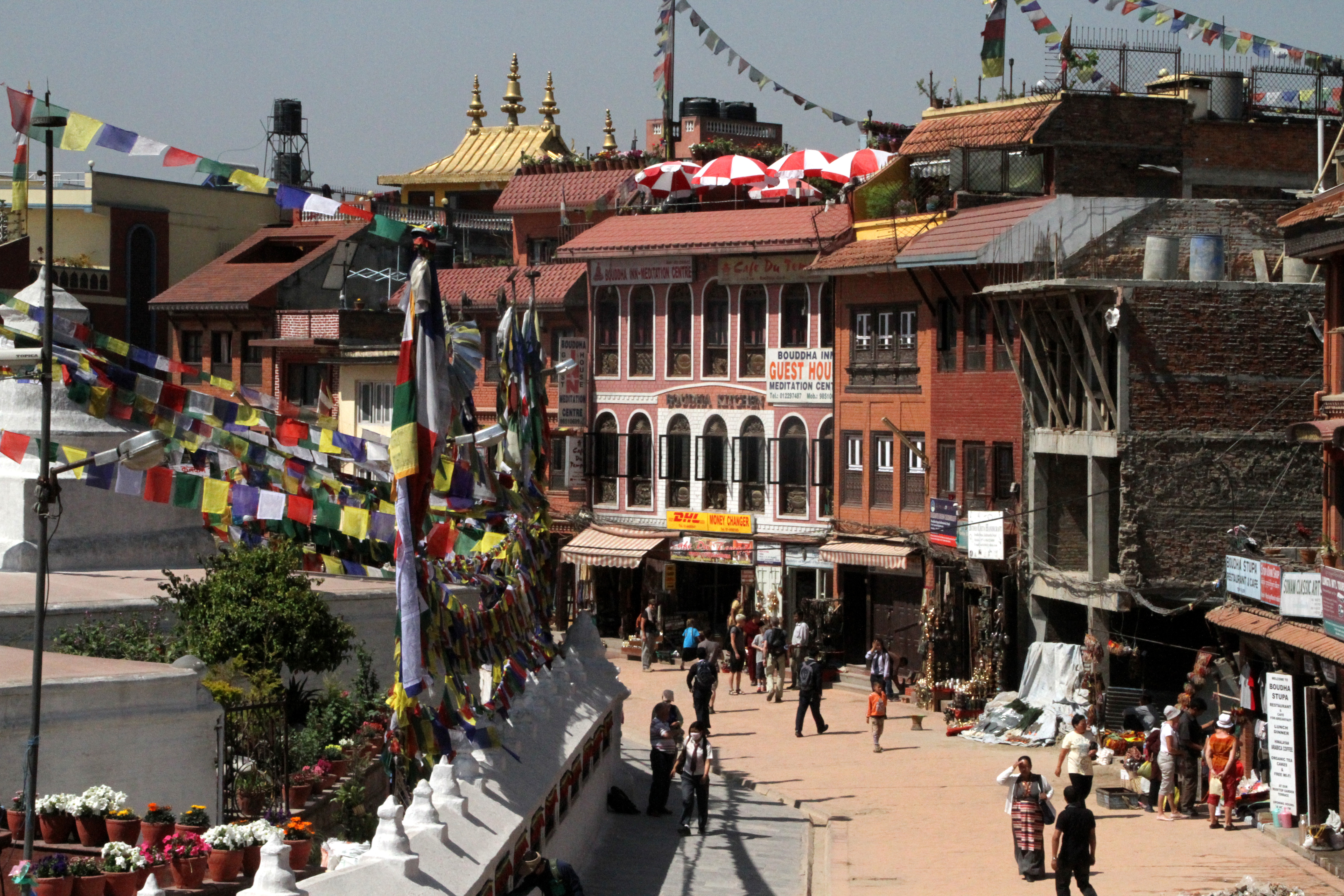
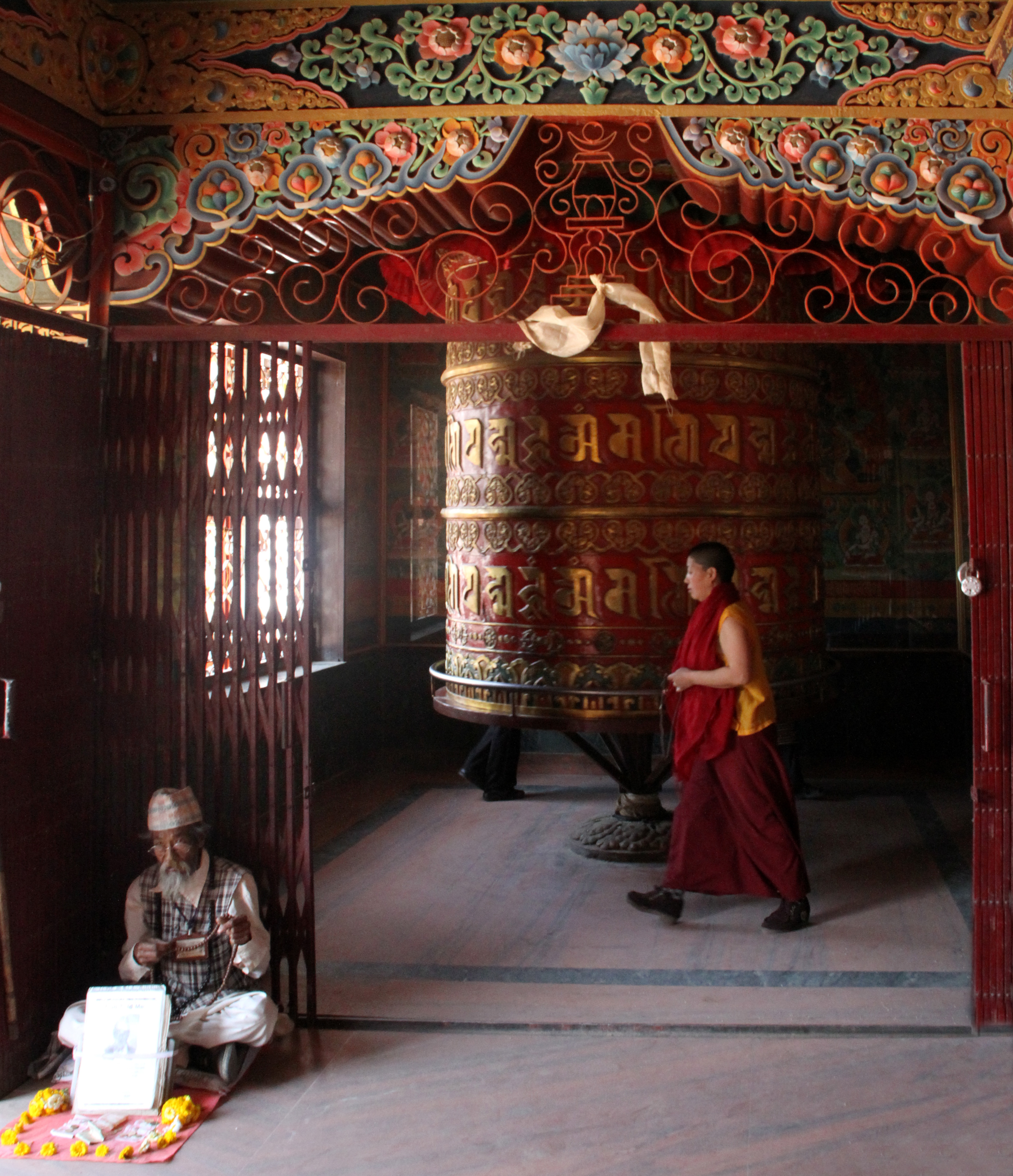
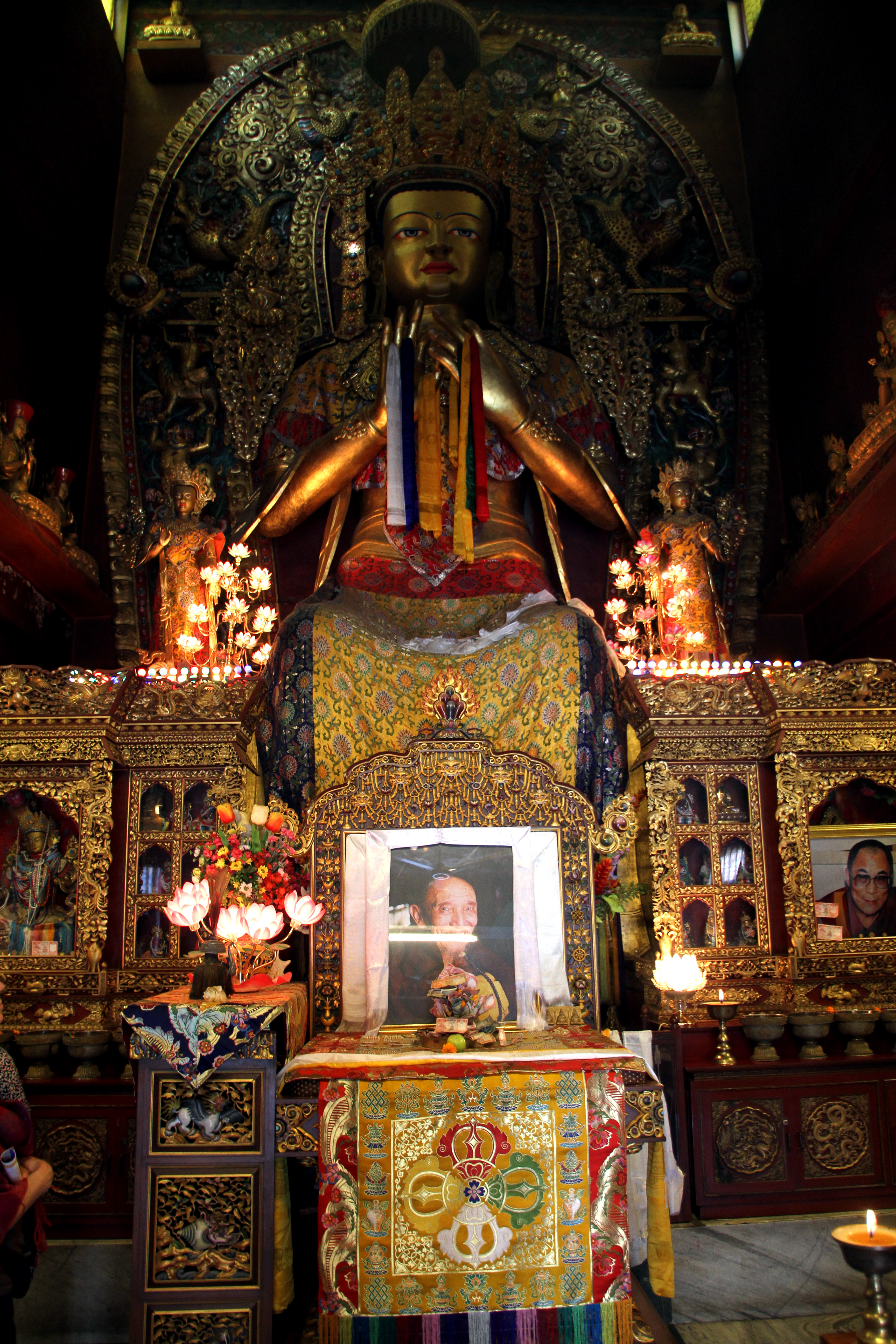
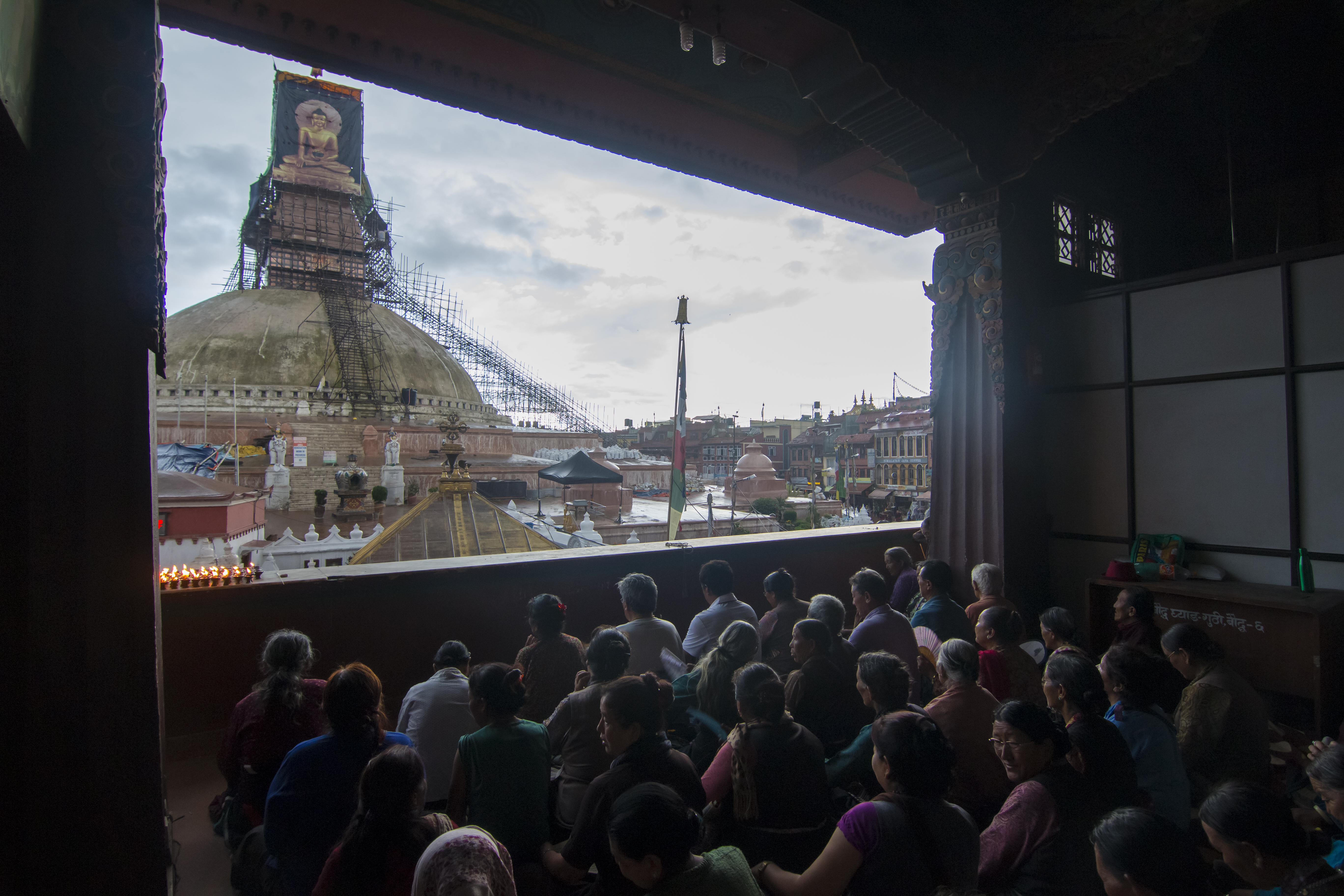
Các tín đồ Phật giáo cầu nguyện mỗi ngày trước chùa ở tu viện trong thời gian công trình được tu bổ